# الإنترنت في تونس
تونس الدولة الثالثة عربيا والثانية إفريقيا وال31 عالميا في معدل انتشار الإنترنت ب46.16% في 2014. عدد مشتركي الأنترنت بلغ 025 968 في 2012 مقابل 756 635 في 2010. عدد مواقع الويب بلغ 684 12 في 2012 مقابل 775 1 في 2010. 

تونس هي ثاني دولة عربية تتصل بالإنترنت في 1991، ولكن هذا القطاع لم يصبح عام الا في 1996 وتحت المراقبة الصارمة من قبل الحكومة. في 1999، حددت الحكومة هدفا بتمكين التونسيين من الوصول إلى خدمات الاتصالات الفعالة على مستوى الجودة والتكلفة. ولهذا الغرض، نصت خطة التنمية الاقتصادية العاشرة على دعم شبكة ADSL. افتتح الباب كذلك بعدة قرارات وتدابير من أجل تكريس مبدأ الإدارة الإلكترونية.

## إحصائيات
| السنة  | 2003  | 2004  | 2005  | 2006   | 2007   | 2008   | 2009   | 2010   | 2011   | 2012   | 2013   | 2014   |
| ------ | ----- | ----- | ----- | ------ | ------ | ------ | ------ | ------ | ------ | ------ | ------ | ------ |
| النسبة | 6.49% | 8.53% | 9.66% | 12.99% | 17.10% | 27.53% | 34.07% | 36.80% | 39.10% | 41.44% | 43.80% | 46.16% |

حسب موقع Internet World Stats، فإن عدد مستخدمي الإنترنت في تونس في 2015 يبلغ 5.4 مليون تونسي أي 49% من الشعب. إجمالي عدد أسماء النطاقات المسجلة في المنصات التونسية (ISP وأخرى) يتعدى 500 20 اسم منهم حوالي 500 14 اسم بنطاق .tn.

## مزودي الخدمات
يوجد في تونس 11 مزود خدمة الإنترنت بينهم 7 مزودين خاصين و6 عموميين.
- مزودي خدمات إنترنت عموميين:
  - الوكالة التونسية للأنترنات.
  - مركز الخوارزمي للحساب الآلي.
  - المركز الإعلامي لوزارة الصحة.
  - المركز الوطني للتكنولوجيات في التربية التابع لوزارة التربية.
  - مؤسسة البحث والتعليم العالي الفلاحي التابع لوزارة الفلاحة.
  - مزود خدمات الإنترنت للدفاع التابع لوزارة الدفاع الوطني.
- مزودي خدمات إنترنت خاصين:
  - غلوبالنات.
  - هكزابايت.
  - أورنج تونس (سابقا بلانات تونس).
  - توب نات.
  - أوريدو.

الوكالة التونسية للأنترنات هي التي تدير شبكة الأنترنت على المستوى الوطني والنطاق الأعلى في ترميز الدولة الذي هو .tn. بدأ تسويق خط ADSL في مايو 2002، ولكنه واجه صعوبة في البداية بسبب أسعاره الغالية، حيث اشترك فيه 000 66 مشترك فقط حتى نهاية أبريل 2007. بخلاف دول أخرى، لا تراقب الإنتاجية الفعالة لخط ADSL من قبل الحكومة أو أي جمعية أخرى. إضافة إلى ذلك، التجارة الإلكترونية شبة غائبة في تونس بسبب الصعوبات التي تواجه قطاع الدفع بوسائل آمنة على الإنترنت، أو الصوت عبر الإنترنت.

احتضنت تونس في نوفمبر 2005، المرحلة الثانية من القمة العالمية حول مجتمع المعلومات التي نظمها الاتحاد الدولي للاتصالات، مما أعطى لتونس منذها صدى وسمعة عالمية. حسب الحكومة التونسية، فإن تكنولوجيا المعلومات والاتصالات تمثل أداة عظيمة للنمو الاقتصادي، ووجوب تكييف النظم التعليمية مع الإمكانيات التي توفرها هذه التكنولوجيات. تحاول الحكومة جاهدة لتطوير وتنمية قطاعات تعليم إلكتروني والتجارة الإلكترونية. منذ بداية السنوات 2000، بذلت الحكومات المتعاقبة في تونس جهودها لتنمية قطاع الإنترنت وكل ما يتصل به. في 2004، قدم البنك الدولي قرضا لتونس بقيمة 13 مليون دولار أمريكي لدعم هذه القطاعات.

## الرقابة
كان لدى تونس، حسب عدة منظمات، عمليات رقابة على الإنترنت تجعل منها من بين دول العالم الأكثر رقابة. تقنيا، هو خادم بروكسي وكيل الذي يتعامل مع جميع طلبات HTTP ويصنف المواقع استنادا على اسم المجال الخاص بها.

بين 23 و27 نوفمبر 2006، لم يعد متاحا الوصول إلى ويكيبيديا وكل خوادم مؤسسة ويكيميديا، وكان من الصعب تحديد هل كان هذا جزء ا من سياسة الرقابة، أو هو فقط خلل فني. من جهة أخرى، تم إغلاق موقع ويب جريدة ليبراسيون الفرنسية ابتداء من 21 فبراير 2007 بعد نشرها مقالا للصحفي التونسي المعارض توفيق بن بريك، ثم أعيد السماح بالدخول للموقع ثانية بعد عدة أسابيع.

في أواخر أبريل 2010، وقبل أيام من الانتخابات البلدية وخروج توفيق بن بريك من السجن، واصلت السلطات إغلاق مواقع الويب: منصات فيديو بليب وميتاكافيه وفيديومو ووات.تي في، وموقع الصور فليكر، وعدة مواقع أخبار (20 مينوت، رو89، لو نوفيل أوبسرفاتور، ريد رايت ويب...)، إضافة إلى عدة مدونات تونسية تم إغلاقها أيضا. تم تعويض كل هذه الصفحات بعبارة خطأ إتش تي تي بي 404. تم الاحتجاج سلميا تحت شعار «سيب صالح»، أين احتج الصحفيون والمدونون التونسيون على فرض الرقابة على الأنترنت، بينما أطلقت حملة تضامن من قبل مدونين وناشطين أجانب، الذين بدأوا بأخذ الصور مع عبارات تنادي بحرية المعلومة ووقف الرقابة. منظموا الحملة أرادوا توجيه رسالة إلى «عمار»، شخصية وهمية تمثل الرقابة على الأنترنت في تونس، وهي مستوحاة من اسم وزير الاتصال السابق الحبيب عمار.

تم الإعلان عن رفع الرقابة عن الإنترنت في 13 يناير 2011، أثناء الثورة التونسية. من الغد، وبعد سقوط نظام زين العابدين بن علي، بدأ الحديث حول دور الإنترنت في نجاح الثورة التونسية.

## المواقع الأكثر زيارة
في يونيو 2016 وحسب موقع أليكسا إنترنت، كانت المواقع الأكثر زيارة في تونس هي: موقع التواصل الاجتماعي فيس بوك ثم منصة الفيديوهات يوتيوب، بعدها يأتي محرك البحث غوغل الرئيسي وكذلك النسخة التونسية والفرنسية منه، بعد ذلك تأتي مواقع الإذاعتين الخاصتين موزاييك أف أم وجوهرة أف أم، ثم موقع ياهو، يليه موقع الإعلانات طيارة.تي أن وبلوغر. وأخيرا، يحتل موقع ويكيبيديا بين المرتبة التاسعة والرابعة عشر.

## الألياف البصرية
نشر الألياف البصرية من نوع FTTH يتم بصفة بطيئة في تونس: الإطلاق التجاري بدأ في ديسمبر 2012 من قبل اتصالات تونس. المناطق المغطاة من قبل هذه الخدمة تقتصر على عدة أحياء في تونس العاصمة (حي النصر 2، ضفاف البحيرة 1 و2 وفي سيدي بوسعيد بالنسبة لشركة اتصالات تونس، وفي حي النصر والمركز العمراني الشمالي وضفاف البحيرة بالنسبة لشركة أوريدو تونس). 

في مارس 2016، سوقت اتصالات تونس VDSL2 بأسعار أعلى من سعر ADSL، بمعدلات تدفق أكبر، مع إلزامية الالتزام باشتراك سنتين وزيادة الأسعار في السنة الثانية.

لا يوجد أي معلومة حول مناطق تغطية الFTTH ماعدا الإطلاق التجاري. بالنسبة لتغطية VDSL2، أكد رئيس مدير عام شركة اتصالات تونس تغطية 400 منطقة من أصل 800 في كامل الجمهورية.

## مقالات ذات صلة
- الاتصالات في تونس